# Ракан (мыс)
Рака́н, также Рас-Рака́н (араб. رأس راكان‎) — мыс, северная оконечность полуострова Катар, к северу от городов Эр-Рувайс, Эш-Шамаль и Абу-Залуф. Административно относится к муниципалитету Эш-Шамаль.
На мысе находится маяк.